# Dmitri Trunenkov
Dmitri Viacheslávovich Trunenkov –en ruso, Дмитрий Вячеславович Труненков– (Krasnoyarsk, URSS, 19 de abril de 1984) es un deportista ruso que compitió en bobsleigh en la modalidad cuádruple. 
Ganó dos medallas de plata en el Campeonato Mundial de Bobsleigh, en los años 2008 y 2013, y cuatro medallas en el Campeonato Europeo de Bobsleigh entre los años 2007 y 2012.
Participó en dos Juegos Olímpicos de Invierno, en los años 2010 y 2014, obteniendo una medalla de oro en Sochi 2014, en la prueba cuádruple; pero este resultado le fue anulado en 2017 por demostrarse que dos miembros del equipo, Alexandr Zubkov y Alexei Voyevoda, habían cometido violación de las reglas antidopaje.

## Palmarés internacional
| Juegos Olímpicos   | Juegos Olímpicos           | Juegos Olímpicos | Juegos Olímpicos |
| Año                | Lugar                      | Medalla          | Prueba           |
| ------------------ | -------------------------- | ---------------- | ---------------- |
| 2014               | Sochi (Rusia)              | DSC              | Cuádruple        |
| Campeonato Mundial |                            |                  |                  |
| Año                | Lugar                      | Medalla          | Prueba           |
| 2008               | Altenberg (Alemania)       | Medalla de plata | Cuádruple        |
| 2013               | Sankt Moritz (Suiza)       | Medalla de plata | Cuádruple        |
| Campeonato Europeo |                            |                  |                  |
| Año                | Lugar                      | Medalla          | Prueba           |
| 2007               | Cortina d'Ampezzo (Italia) | Medalla de plata | Cuádruple        |
| 2009               | Sankt Moritz (Suiza)       | Medalla de oro   | Cuádruple        |
| 2011               | Winterberg (Alemania)      | Medalla de plata | Cuádruple        |
| 2012               | Altenberg (Alemania)       | Medalla de plata | Cuádruple        |